# Жаворонки (Крым)
Жа́воронки (до 1948 года Ибраи́м-Бай; укр. Жайворонки, крымскотат. İbraim Bay, Ибраим Бай) — село в Сакском районе Республики Крым, входит в состав Ивановского сельского поселения (согласно административно-территориальному делению Украины — Ивановского сельского совета Автономной Республики Крым).

## Население
| 2001 | 2014 |
| ---- | ---- |
| 71   | ↘49  |

Всеукраинская перепись 2001 года показала следующее распределение по носителям языка
| Язык             | Процент |
| ---------------- | ------- |
| русский          | 60.56   |
| крымскотатарский | 35.21   |
| украинский       | 2.82    |
| белорусский      | 1.41    |

### Динамика численности
| - 1806 год — 125 чел. - 1889 год — 29 чел. - 1892 год — 7 чел. - 1926 год — 142 чел. - 1939 год — 93 чел. | - 1989 год — 192 чел. - 2001 год — 71 чел. - 2009 год — 82 чел. - 2014 год — 49 чел. |

## Современное состояние
На 2016 год в Жаворонках 1 улица — Пролетарская; на 2009 год, по данным сельсовета, село занимало площадь 60 гектаров, на которой в 35 дворах числилось 82 жителя.

## География
Жаворонки — село на юго-востоке района, в степной зоне Крыма, на правой стороне долины реки Тобе-Чокрак, у границы с Симферопольским районом, у села находится плотина Межгорного водохранилища. Высота центра села над уровнем моря — 36 м. Соседние сёла: Скворцово Симферопольского района — 5,5 км на восток и Ивановка — около 7 км на запад. Расстояние до райцентра — около 20 километров (по шоссе), ближайшая железнодорожная станция — Симферополь Грузовой в 30 километрах. Транспортное сообщение осуществляется по региональной автодороге С-0-11210 Ивановка — Жаворонки украинской классификации).

## История
Первое документальное упоминание села встречается в Камеральном Описании Крыма… 1784 года, судя по которому, в последний период Крымского ханства Ибрагим Бай входил в Бахчисарайский кадылык Бахчисарайского каймаканства. После присоединения Крыма к России (8) 19 апреля 1783 года, (8) 19 февраля 1784 года, именным указом Екатерины II сенату, на территории бывшего Крымского Ханства была образована Таврическая область и деревня была приписана к Евпаторийскому уезду. После Павловских реформ, с 1796 по 1802 год, входила в Акмечетский уезд Новороссийской губернии. По новому административному делению, после создания 8 (20) октября 1802 года Таврической губернии, Ибраим-Бай был включён в состав Актачинскои волости Симферопольского уезда.
По Ведомости о всех селениях в Симферопольском уезде состоящих с показанием в которой волости сколько числом дворов и душ… от 9 октября 1805 года, в казённой деревне Ибраам-бай числился 21 двор и 125 жителей крымских татар. На военно-топографической карте 1817 года деревня Ибраим бай обозначена с 15 дворами. После реформы волостного деления 1829 года Ибраим-Бай отнесли к Сарабузской волости, на карте 1842 года Ибрагим-Бай обозначен с 23 дворами.
В 1860-х годах, после земской реформы Александра II, деревнюя осталась в составе преобразованной Сарабузской волости. Согласно «Памятной книжке Таврической губернии за 1867 год», деревня была покинута, в результате эмиграции крымских татар, особенно массовой после Крымской войны 1853—1856 годов, в Турцию и лежала в развалинах (на трёхверстовой карте 1865—1876 года деревня Ибраим-Бай обозначена без указания числа дворов). В «Памятной книге Таврической губернии 1889 года», по результатам Х ревизии 1887 года, записан Ибраим-Бай с 6 дворами и 29 жителями.
После земской реформы 1890 года деревню включили в состав Булганакской волости. На верстовой карте 1890 года в деревне обозначено 7 дворов с татарским населением и 2 господских двора. Согласно «…Памятной книжке Таврической губернии на 1892 год», в деревне Ибрам-Бай, входившей в Эскендерское сельское общество, было 7 безземельных жителей в 2 домохозяйствах. В «…Памятной книжке Таврической губернии на 1900 год» записана деревня Ибрам-бай без указазния числа жителей и дворов. По Статистическому справочнику Таврической губернии. Ч.II-я. Статистический очерк, выпуск шестой Симферопольский уезд, 1915 год, в Булганакской волости Симферопольского уезда числилось 2 имения «Ибраим-Бай»: — Шнейдера И. И. и Шнейдера С. И., оба с 1 двором, без жителей. Согласно списку 1915 года «…русских подданных из австрийских, венгерских или германских выходцев» землевладельцев, опубликованном в газете «Таврические губернские ведомости» в апреле 1915 года, при деревне Ибрамбай значатся Шнейдер Иван Иванович, владевший 1020 десятинами пахотной и 8 десятинами усадебной земли и  Шнейдер Севастьян Иванови, владевший двумя участками: 624 десятины пахотной и 8 десятин. усадебной и ещё 60 десятинами пахотной земли.
После установления в Крыму Советской власти, по постановлению Крымревкома от 8 января 1921 года была упразднена волостная система и село включили в состав вновь созданного Подгородне-Петровского района Симферопольского уезда, а в 1922 году уезды получили название округов. 11 октября 1923 года, согласно постановлению ВЦИК, в административное деление Крымской АССР были внесены изменения, в результате которых был ликвидирован Подгородне-Петровский район и образован Симферопольский и село включили в его состав. Согласно Списку населённых пунктов Крымской АССР по Всесоюзной переписи 17 декабря 1926 года, в селе Ибраим-Бай, центре упразднённого к 1940 году Ибраим-Байского сельсовета Симферопольского района, числилось 30 дворов, из них 28 крестьянских, население составляло 142 человека, из них 83 немца, 35 русских, 11 татар, 6 греков, 1 украинец, 6 записаны в графе «прочие», действовала немецкая школа. Постановлением Президиума КрымЦИКа «Об образовании новой административной территориальной сети Крымской АССР» от 26 января 1935 года был создан Сакский район и село включили в его состав. По данным всесоюзная перепись населения 1939 года в селе проживало 93 человек. Вскоре после начала Великой Отечественной войны, 18 августа 1941 года крымские немцы были выселены, сначала в Ставропольский край, а затем в Сибирь и северный Казахстан.
После освобождения Крыма от фашистов, 12 августа 1944 года было принято постановление № ГОКО-6372с «О переселении колхозников в районы Крыма», по которому в район из Курской и Тамбовской областей РСФСР в район переселялись 8100 колхозников, а в начале 1950-х годов последовала вторая волна переселенцев из различных областей Украины. С 25 июня 1946 года Ибраим-Бай в составе Крымской области РСФСР. Указом Президиума Верховного Совета РСФСР от 18 мая 1948 года, Ибраим-Бай переименовали в Жаворонки. 26 апреля 1954 года Крымская область была передана из состава РСФСР в состав УССР. На 15 июня 1960 года посёлок Жаворонки числился в составе Ивановского сельсовета. Указом Президиума Верховного Совета УССР «Об укрупнении сельских районов Крымской области», от 30 декабря 1962 года село присоединили к Евпаторийскому району. 1 января 1965 года, указом Президиума ВС УССР «О внесении изменений в административное районирование УССР — по Крымской области», Евпаторийский район был упразднён и село включили в состав Сакского (по другим данным — 11 февраля 1963 года). По данным переписи 1989 года в селе проживало 192 человек. С 12 февраля 1991 года село в восстановленной Крымской АССР, 26 февраля 1992 года переименованной в Автономную Республику Крым. С 21 марта 2014 года в составе Крыма аннексировано Россией.